# Miss International 1982
Miss International 1982, ventiduesima edizione di Miss International, si è tenuta presso Fukuoka, in Giappone, il 13 ottobre 1983. La statunitense Christie Ellen Claridge è stata incoronata Miss International 1982.

## Risultati

### Piazzamenti
| Risultato finale        | Concorrente |
| ----------------------- | --- |
| Miss International 1982 | - Stati Uniti – Christie Ellen Claridge |
| 2ª classificata         | - Brasile – Maria del Carmen Aques Vicente |
| 3ª classificata         | - Austria – Annette Schneider |
| Semifinaliste           | - Australia – Lou-Anne Ronchi - Belgio – Mimi Dufour - Colombia – Adriana Rumié Gomes-Cásseres - Finlandia – Aino Johanna Kristiina Summa - Galles – Caroline Williams - Hawaii – Rose Marie Freeman - Inghilterra – Anne Marie Jackson - Irlanda – Martina Mary Meredith - Israele – Nava Hazgov - Italia – Antonella Cracchi - Messico – Norma Méndez - Thailandia – Kanda Thae-chaprateep |

### Riconoscimenti speciali
| Riconoscimento        | Concorrente                               |
| --------------------- | ----------------------------------------- |
| Best National Costume | - Portogallo - Helena Sofia Sousa Botelho |
| Miss Friendship       | - Guam - Donna Lee Harmon                 |
| Miss Photogenic       | - Stati Uniti - Christie Claridge         |

## Concorrenti
- Australia - Lou-Anne Caroline Ronchi
- Austria - Anette Schneider
- Belgio - Mimi Dufour
- Bolivia - Beatrice Peña
- Brasile - Carmen Júlia Rando Bonoldi
- Canada - Laura Claudia Ciancolo
- Colombia - Adriana Rumié Gomes-Cásseres
- Corea del Sud - Chung Ae-hee (real name: Won-yoon Chung)
- Costa Rica - Sigrid Lizano Mejía
- Danimarca - Gitte Larsen
- Filippine - Maria Adela Lisa Gingerwich Manibog
- Finlandia - Aino Johanna Kristiina Summa
- Francia - Isabelle Rochard
- Galles - Caroline Jane Williams
- Germania - Jutta Beck
- Giappone - Yukiko Tsutsumi
- Grecia - Iro Hadziioannou
- Guam - Donna Lee Harmon
- Hawaii - Rose Marie Freeman
- Honduras - Alba Luz Rogel
- Hong Kong - Isabella Kau Hung-Ping
- India - Betty O'Connor
- Inghilterra - Anne Marie Jackson
- Irlanda - Martina Mary Meredith
- Israele - Nava Hazgov
- Italia - Antonella Cracchi
- Malaysia - Karen Seet Yeng Chan
- Messico - Norma Patricia Méndez Tornell
- Norvegia - Jeanette Roger Blixt
- Nuova Zelanda - Wendy Ann Thompson
- Paesi Bassi - Jacqueline Schuman
- Portogallo - Helena Sofia Sousa Botelho
- Scozia - Lena Masterton
- Singapore - Angela Siok Ling Tan
- Spagna - María del Carmen Arqués Vicente
- Stati Uniti - Christie Ellen Claridge
- Svezia - Camilla Engström
- Svizzera - Ruth Heinder
- Tahiti - Claudine Tutea Cugnet
- Thailandia - Kanda Thae-chaprateep
- Turchia - Mine Ersoy
- Uruguay - Carolina Sibils
- Venezuela - Amaury Martínez Macero